# Zoe Heriot
Zoe Heriot (a veces escrito Zoe Herriot), o simplemente Zoe, es un personaje de ficción interpretado por Wendy Padbury en la longeva serie británica de ciencia ficción Doctor Who. Se trata de una joven astrofísica que vivía en una estación espacial en el siglo XXI, que se convirtió en acompañante del Segundo Doctor y personaje regular en el programa de 1968 a 1969.

## Historia del personaje
Zoe apareció por primera vez en el serial The Wheel in Space, donde es la bibliotecaria a bordo de la estación espacial W3, también conocida como la Rueda. Cuando atacan los Cybermen, ayuda al Doctor y Jamie a derrotarles antes de meterse como polizona en la TARDIS. En el guion de David Whitaker de The Wheel in Space, el apellido de Zoe se escribe "Heriot", pero en trabajos de referencia también aparece escrito con erre doble. No se da la edad de Zoe dentro de la serie, pero según la publicidad inicial, tenía quince años cuando se unió a la tripulación de la TARDIS.
Tiene un grado en matemáticas puras y es un genio, con un coeficiente de inteligencia comparable al del Doctor. Juntando esto con su memoria fotográfica y las avanzadas técnicas de aprendizaje de su época, esto la convierte en una especie de calculadora humana, capaz de operar matemáticas complicadas de cabeza. Parte de su motivación de querer viajar con el Doctor es su hastío de las restricciones y el ambiente estéril de su existencia atada a la estación. Sin embargo, su experiencia del mundo real está severamente limitada, y esto le da una habilidad para meterse frecuentemente en problemas.
Junto con el Doctor y Jamie, se encontrará de nuevo con los Cybermen cuando invaden el Londres del siglo XX, entra en la surrealista Tierra de la Ficción, lucha contra los Guerreros de Hielo y sobrevive a los campos de batalla de los juegos de guerra en The War Games. Sus viajes con el Doctor terminarán en ese serial, cuando los Señores del Tiempo finalmente atrapan al Doctor. Además de forzar su regeneración y exilio a la Tierra, los Señores del Tiempo devuelven a Jamie y Zoe a sus propias épocas, borrando de su memoria en el proceso los recuerdos de sus experiencias con el Doctor (salvo por sus respectivos primeros encuentros con él).

## Otras apariciones
La vida de Zoe tras su regreso a su propia época no se vuelve a mencionar en la serie. Wendy Padbury volvería a Doctor Who como una imagen ilusoria de Zoe en el especial del 20 aniversario The Five Doctors.